# Округ Сари (Северна Каролина)
Округ Сари (енгл. Surry County) је округ у америчкој савезној држави Северна Каролина.

## Демографија
По попису из 2010. године број становника је 73.673, што је 2.454 (3,4%) становника више него 2000. године.
| Група             | 2000.          | 2010.          |
| Белци             | 62.668 (88,0%) | 62.611 (85,0%) |
| Афроамериканци    | 2.965 (4,2%)   | 2.749 (3,7%)   |
| Азијати           | 403 (0,6%)     | 347 (0,5%)     |
| Хиспаноамериканци | 4.620 (6,5%)   | 7.155 (9,7%)   |
| Укупно            | 71.219         | 73.673         |